# Combat (videojuego)
Combat es uno de los primeros videojuegos de Atari, Inc. para Atari 2600. Fue lanzado como uno de los nueve títulos de lanzamiento para el sistema en septiembre de 1977, y se incluyó en la caja con el sistema desde su introducción hasta 1982. Combat era basado en dos anteriores juegos de arcade en blanco y negro operados por monedas producidos por Atari: Tank (publicado bajo el nombre Kee Games) en 1974 y Jet Fighter en 1975.
A principios de 1977, Coleco había lanzado el título similar de Telstar Combat!, una entrada en su serie Telstar de consolas dedicadas. A diferencia del juego de Coleco, Combat tenía gráficos en color y numerosas variaciones de juego. Los 27 modos de juego presentaban una variedad de diferentes escenarios de combate, incluidos tanques, biplanos y aviones de combate. Los juegos de tanques tenían opciones interesantes como rebotar municiones ("Tank-Pong") e invisibilidad. Los juegos de biplano y jet también permitieron variaciones, como múltiples aviones por jugador y un juego ingenioso con un escuadrón de aviones contra un bombardero gigante. Atari también produjo una versión de Combat para Sears titulada Tank Plus (alusión al juego de arcade original Tank). Combat fue programado por Joe Decuir y Larry Wagner.

## Jugabilidad
Combat se jactaba de tener 27 juegos en uno, que eran todas variaciones en el juego de tanque, biplano y jet.

### Juego del tanque
El juego Tank en Combat tenía la base de dos tanques controlados por jugadores cada uno moviéndose alrededor de un campo de juego y disparando al otro jugador hasta que se acabara el tiempo. El jugador con el puntaje más alto ganaría. Hubo varios tipos de disparos que un jugador podría tener según el nivel que eligieran, incluidos los misiles directos, los misiles guiados y el tanque Pong en el que los disparos rebotaron en las paredes, con variaciones sobre si un golpe directo podría golpear a su oponente, o una huelga requirió un golpe de billar. También había un tanque invisible en el que los jugadores serían invisibles, excepto por unos breves segundos después de disparar, y la opción de invisible Pong Tank. Junto con los estilos de juego también había laberintos para elegir, incluyendo un campo vacío, un laberinto simple y un laberinto complejo.
Una interacción notable (y tal vez no intencional) que se podía realizar en el juego del tanque consistía en llevar un tanque por detrás del tanque oponente de manera que el cañón del primero se insertara en el corte trasero del segundo. Una vez en esta posición, al rotar el primer tanque, podría activarse una colisión de sprites que enviaría a los tanques a un "salto" salvaje, durante el cual generalmente pasarían por obstáculos, o dejarían el borde de la pantalla para entrar en el otro lado.

### Biplanos
Otro conjunto de opciones de nivel en Combat fueron los Biplanos. A diferencia de la versión del tanque, esto se jugó con tres tipos de disparos (misil directo, misil guiado y ametralladoras). Sin embargo, había varios modos de juego diferentes. Los jugadores tenían la opción de pelear uno a uno, tener un par de biplanos que se movían y disparaban en tándem, o tener un jugador controlando tres biplanos en tándem contra un bombardero grande. El disparo del Bombardero era un proyectil de gran tamaño que, de lo contrario, se comportó como un misil directo. En lugar de tener laberintos para volar, había dos nubes en el medio del escenario en las que cualquiera de los jugadores podía volar temporalmente y ocultarlas de la vista del otro jugador.

### Jet
Muy similar al nivel de los biplanos, fue la opción Jets. En este modo, solo se usaron misiles directos y misiles guiados. Todavía tenía las mismas opciones de mapa y opciones de escuadrón que el modo de biplano, con Jets volando solos, dos contra dos o tres contra tres.

## Recepción
El cartucho y sus juegos individuales fueron revisados en la revista Video como parte de una revisión general del Atari VCS. Colectivamente, los juegos Tank (juegos 1-5) fueron elogiados por sus efectos de sonido y recibieron un puntaje de revisión de 6 de 10. Los juegos Tank / Pong (juegos 6-9) obtuvieron un puntaje de 7.5 de 10, los juegos de Tanque invisible. (los juegos 10 y 11) se describieron como "difíciles de acostumbrar pero interesantes" y obtuvieron un puntaje de 6.5 de 10, y los juegos de Tanque / Pong Invisible (juegos 12-14) obtuvieron un puntaje de 7.5 de 10. Ambos conjuntos de los juegos Bi-Plane (Normal - juegos 15-18, y Rápido - juegos 19 y 20) obtuvieron un puntaje de 6 de cada 10 y fueron descritos como "no tan diferentes del lote anterior" (es decir, las variaciones de Tanque y Pong en juegos 1-14). Los juegos Jet-Fighter (juegos 21-27) también recibieron una puntuación colectiva de 6 sobre 10 y se describieron como "casi más de lo mismo con diferentes piezas de juego".

## Legado
Atari desarrolló una secuela del popular Combat, originalmente anunciado en 1982, programado para lanzarse en 1984, pero la crisis del videojuego de 1983 provocó que el juego se retrasara y finalmente se cancelara. Aunque el juego nunca llegó a las tiendas, se produjeron 250 copias del prototipo en formato de cartucho y se vendieron en Classic Gaming Expo en 2001. Atari finalmente lo lanzó oficialmente en la consola dedicada Atari Flashback 2, en 2005. Ha visto dos lanzamientos posteriores: una compilación de Nintendo DS de 2011, Atari's Greatest Hits Volume II, y una aplicación de iPhone y Android de 2012, Atari Greatest Hits. Combat 2 presentaba una versión más sofisticada del juego de tanques original, con tanques que requerían múltiples impactos para destruir, y bases de misiles con una barrera externa que atravesaba muchos impactos, pero el tanque apropiado podía esconderse dentro y la capacidad de lanzar un gran misil orientador a intervalos muy lentos. El botón de acción simple del juego disparó el arma del tanque normalmente, pero lanzó un misil si se presionó mientras el tanque estaba dentro de la base de misiles. La destrucción de la base de misiles de un oponente también eliminó todos sus tanques de reserva. El juego tuvo lugar en un entorno forestal dividido por un río que podía atravesar cualquiera de los dos puentes. En algunos modos, los tanques podían moverse bajo los árboles y en otros, los tanques se veían obligados a rodear o atravesar sólidos obstáculos. Algunos modos permitieron a cada jugador detallar la ubicación de árboles o barreras antes de la batalla.
Space Combat fue la versión de Sears del juego Space War (ya visualmente similar a Combat). Los jugadores controlaban una nave estelar que se movía aplicando un empuje, similar a Asteroids, con la habilidad de disparar misiles directos e ingresar al hiperespacio para evitar ser golpeados. Los jugadores compitieron para destruirse entre ellos o para capturar un módulo espacial en movimiento. Las variaciones del juego incluían características como envolver o rebotar en los bordes del campo de juego, la necesidad de luchar contra la atracción de la gravedad desde un Sol Espacial que destruiría una Nave Estelar al contacto, una Base Estelar que podría reabastecer el combustible y misiles de la Nave Estelar y cada jugador que intenta capturar su propio Módulo de Espacio o compite para capturar el mismo. Space War estuvo disponible en Atari Flashback 2.
Un remake 3D, desarrollado por Magic Lantern y publicado por Infogrames fue lanzado en 2001 para Windows.
Combat estuvo disponible en el servicio Game Room de Microsoft para su consola Xbox 360 y para PC con Windows el 24 de marzo de 2010.